# Золотой цыплёнок (мультфильм)
«Золотой цыплёнок» (укр. Золоте курча) — советский рисованный мультфильм студии «Киевнаучфильм», выпущенный в 1981 году.

## Сюжет
Снесла Курочка Ряба яйцо, да не простое, а, как бывает в сказках, золотое.
Узнавшая об этом жадная Лиса подбивает Волка похитить Рябу у Деда и Бабы. Однако Волку удаётся унести только золотое яйцо. Из него размечтавшаяся Лиса надеется высидеть новую курицу, несущую золотые яйца. Она заставляет Волка высиживать яйцо и он долго лежит и греет его. Но вылупливается цыплёнок-петушок и все надежды Лисы рушатся. Расстроенная Лиса предлагает съесть цыплёнка. Но привыкший к нему Волк, рассердившись, прогоняет Лису и возвращает цыплёнка Деду, Бабе и Рябе.

## Интересные факты
- В мультфильме используются те же мелодии, что и в фильме «Осенний марафон».

## Создатели
- Автор сценария: Владимир Орлов
- Режиссёр: Елена Баринова
- Художник-постановщик: Наталия Чернышёва
- В фильме использована музыка: В. Ильина, А. Петрова
- Оператор: Анатолий Гаврилов
- Звукооператор: Виктор Груздев
- Художники-мультипликаторы: И. Бородавко, Владимир Врублевский, Э. Перетятько, Наталья Марченкова, Владимир Вышегородцев
- Роли озвучивали: Клара Румянова (Цыплёнок), Борислав Брондуков (Дед/Волк), Е. Гузеева (Баба/Лиса)
- Редактор: Светлана Куценко
- Директор картины: Иван Мазепа

## Награды и призы
- 1981 — ВКФ «Сказка» в Москве, Приз;
- 1981 — ВКФ «Молодость-81» в Киеве, Приз.[1]

## Издания
На DVD в сборнике «Капитошка».